# Johann Friedrich Chemnitz
Johann Friedrich Chemnitz, in der Literatur mitunter fälschlich von Chemnitz (* 17. Juni 1611 in Stettin; † 11. Dezember 1686 in Parchim), war Jurist, mecklenburgischer Historiker und Archivar.

## Leben
Johann Friedrich Chemnitz war der Sohn des Rechtsgelehrten und pommerschen Kanzlers Martin Chemnitz (1561–1627). Er studierte an der Brandenburgischen Universität Frankfurt und der Universität Rostock. 1636 bereiste er die Niederlande und England. Mehrere Jahre hielt er sich ab 1637 als Hofmeister des Barons von Degenfeld in Frankreich auf.
Ab 1639 lebte er in Schleswig. 1642 wurde er zum fürstlichen Archivar in Schwerin ernannt. 1648 wurde er Sekretär der Herzogin Magdalena Sibylla von Holstein-Gottorp. Nach deren Hochzeit mit Gustav Adolf von Mecklenburg-Güstrow wurde er zum Kanzleisekretär und Archivar in Güstrow ernannt. 1667 erfolgte seine Ernennung zum Protonotar und Sekretär am Land- und Hofgericht in Parchim.
Er hinterließ ein umfangreiches mecklenburgisches „Chronicon Megapolense“, das unter anderem eine Genealogie des mecklenburgischen Fürstenhauses beinhaltet.